# Église réformée évangélique du canton de Neuchâtel
Die Église réformée évangélique du canton de Neuchâtel – EREN (Evangelisch-reformierte Kirche des Kantons Neuenburg) ist die Landeskirche des Kantons Neuenburg und eine der Evangelisch-reformierten Kirchen der Schweiz.
2010 hatte sie 62'865 Mitglieder.

## Struktur
Die Église réformée évangélique du canton de Neuchâtel besteht aus elf französischsprachigen Kirchgemeinden (Paroisses) mit 50 Gemeindezentren und einer deutschsprachigen Kirchengemeinde mit zwei Gemeindezentren.
Zur Kirche gehören auch die evangelisch-ökumenischen Lebensgemeinschaften:
- Communauté de Grandchamp in Areuse
- Communauté Don Camillo in Thielle
- Communauté Fontaine-Dieu in La Côte-aux-Fées

Die Kirche ist synodal-presbyterial organisiert, mit der Synode als Legislative und dem aus fünf Laien und vier Pfarrern zusammengesetzten Synodalrat als Exekutive. Präsident des Synodalrats ist Yves Bourquin.

## Geschichte

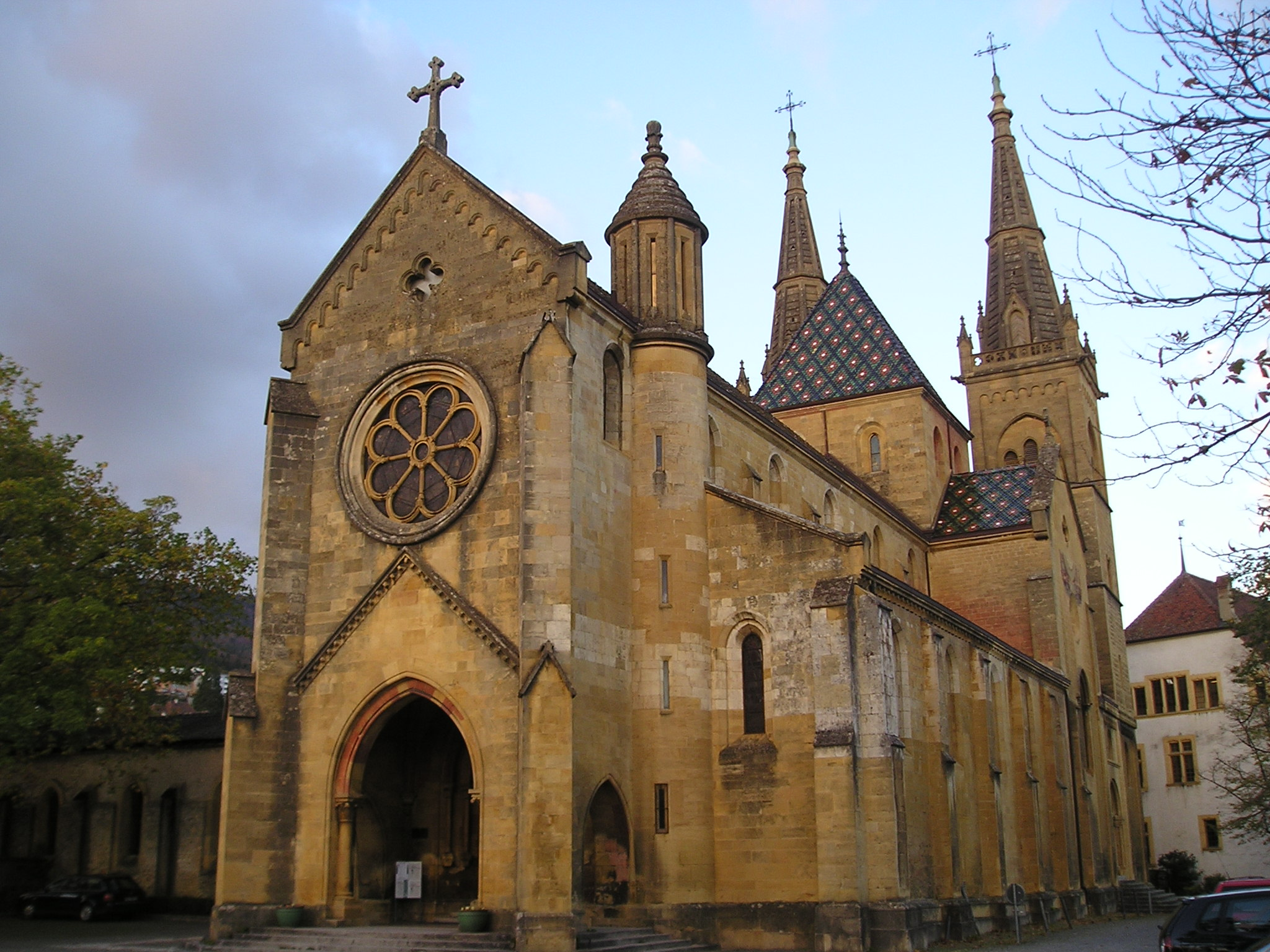
Kollegiatkirche Neuenburg (Collégiale Notre-Dame de Neuchâtel)

Die Église réformée évangélique du canton de Neuchâtel wurde 1530 vom Neuenburger Reformator Guillaume Farel gegründet und existierte 150 Jahre als reformierte Volkskirche in einem Staat, dessen Fürst, der Herzog von Orléans-Longueville, katholisch war – im Gegensatz zu den übrigen reformierten Schweizer Kirchen, die als Staatskirchen entstanden, ist sie von Anfang an durch eine tatsächliche Trennung von Staat und Kirche geprägt. 1535 erschien in Neuenburg die französische Bibelübersetzung von Pierre-Robert Olivétan, die älteste französische Bibelübersetzung aus dem griechischen und hebräischen Text. Im 16. und 17. Jahrhundert war Neuenburg Zufluchtsort vieler französischer Hugenotten.
1873 kam es zu einem Schisma aufgrund des Drucks von liberaler Theologie und radikaler Politik, und es kam zur Gründung der staatsunabhängigen evangelischen Kirche von Neuenburg (Église évangélique neuchâteloise indépendante de l’État). Diese vereinigte sich 1943 wieder mit der Kantonalkirche (Église nationale du canton de Neuchâtel) zur heutigen Kirche mit orthodoxer Theologie, die zwar vom Staat unabhängig ist, aber auf Gebieten des öffentlichen Interesses mit ihm zusammenarbeitet.
Staat und Kirche sind im Kanton Neuenburg seit 1941 vollständig getrennt. Ein im Jahr 2001 geschlossenes Konkordat zwischen dem Kanton einerseits und der Evangelisch-reformierten Kirche des Kantons Neuenburg, der römisch-katholischen Kirche und der christkatholischen Kirche anderseits regelt die Beziehungen zwischen Staat und Kirche neu und anerkennt diese als «Institutionen von öffentlichem Interesse».

## Persönlichkeiten der Kirche
- Guillaume Farel
- Jonas de Gélieu
- Frédéric Godet
- Pierre-Robert Olivétan
- Jean Frédéric Ostervald

## Ökumene
Die Église réformée évangélique du canton de Neuchâtel gehört der Evangelisch-reformierten Kirche Schweiz an.
Durch den Kirchenbund ist sie in der Arbeitsgemeinschaft christlicher Kirchen in der Schweiz, in der Gemeinschaft Evangelischer Kirchen in Europa im Reformierten Weltbund und im Weltkirchenrat.